# Ptilotus erubescens
Ptilotus erubescens är en amarantväxtart som beskrevs av Diederich Franz Leonhard von Schlechtendal. Ptilotus erubescens ingår i släktet Ptilotus och familjen amarantväxter. Inga underarter finns listade i Catalogue of Life.